# أولريش هوبنر (رسام)
أولريش هوبنر (بالألمانية: Ulrich Hübner) هو رسام ألماني، ولد في 17 يونيو 1872 في برلين في ألمانيا، وتوفي في 29 أبريل 1932 في Neubabelsberg ‏ في ألمانيا.

## وصلات خارجية
- أولريش هوبنر على موقع أوليمبيديا (الإنجليزية)